# Doris Lessing
Doris Lessing, de soltera Doris May Tayler (Kermanshah; 22 de octubre de 1919-Londres; 17 de noviembre de 2013), que publicó también bajo el pseudónimo de Jane Somers, fue una escritora británica, ganadora del Premio Nobel de Literatura en 2007.

## Biografía
Su padre, Alfred, era un antiguo oficial del ejército británico que participó en la Primera Guerra Mundial, en la que sufrió la amputación de una pierna. Se casó con una de las enfermeras que lo atendía, Emily. Trasladados a Persia, hoy República Islámica de Irán, por cuestiones de trabajo, Doris nació allí y cuando ya tenía seis años su familia, atraída por las promesas de hacer fortuna como granjeros en el África colonial británica cultivando maíz, tabaco y cereales, se trasladó a Rodesia del Sur, hoy denominada Zimbabue, y allí pasó su infancia y juventud hasta los 30 años. Sus recuerdos de esa época, según su autobiografía, son ambivalentes: por un lado, la educación estricta y severa de su madre; por otro, aquellos momentos en los que, en compañía de su hermano Harry, disfrutaba y descubría la naturaleza; también se sensibilizó en contra de la discriminación racial.
En lucha constante con su madre, que deseaba ser una dama eduardiana sin poder sostener ese tren de vida en una granja ruinosa, y deseando huir de su autoritarismo, Doris abandonó sus estudios en una escuela de monjas católicas, a los catorce años, y al cumplir los quince se fue de casa y trabajó como niñera. Continuó formándose como autodidacta, leyendo sobre todo novelistas decimonónicos y obras de política y sociología, y empezó a cultivar la literatura; trabajó en varios empleos y con dieciocho años se trasladó a vivir a Salisbury (actual Harare) con un empleo de telefonista; un año después se casó con el funcionario Frank Charles Wisdom (1939) y tuvo dos hijos, John y Jean; se divorció en 1943 y se unió a un grupo de ideas comunistas. 
En 1944 se casó con Gottfried Lessing, un exiliado judío alemán que había conocido en un grupo literario marxista y tuvo a su tercer hijo, Peter. Comenzó a trabajar como auxiliar de clínica. Agobiada por sus inquietudes intelectuales y literarias y por el trabajo de ser esposa y madre, se divorció otra vez, aunque conservó el apellido de su esposo para publicar, y en 1949, con veintinueve años, se trasladó al Reino Unido con el hijo pequeño dejando en Sudáfrica con su padre a los mayores, pues, según indicó años después, no quería desperdiciarse siendo solamente madre. Instalada en Londres, reanudó su carrera de escritora publicando Canta la hierba (1950) y militó en el Partido Comunista Británico entre 1952 y 1956; participó en campañas contra las armas nucleares y criticó ásperamente el régimen del apartheid sudafricano. Pero la revelación de los crímenes del estalinismo en el vigésimo Congreso del Partido Comunista de la Unión Soviética le hizo perder definitivamente todas sus ilusiones ideológicas y abandonó el partido en 1954; es más, al ver a los tanques soviéticos sofocar la Revolución húngara de 1956 en Budapest expuso su desencanto político en su libro Retreat to innocence (1956). En 1956, conocidas sus críticas constantes e implacables, se le prohibió la estancia en toda África del Sur y especialmente en Rodesia. Tras su gran éxito, la novela feminista El cuaderno dorado, de 1962, cuya estructura se presenta también como innovadora, siguió escribiendo narrativa y llenó el vacío que en su existencia había dejado el materialismo histórico con un gran interés por el sufismo, al cual conoció a través de su maestro y amigo Idries Shah, quien además de resultar una decisiva influencia en su literatura a partir de los años 70, le ofreció prologar su libro Aprender a aprender. El libro de George Gurdjieff, Del todo y todas las cosas también resultó una influencia particularmente en su obra de ciencia ficción Canopus en Argos. Su salud se deterioró tras sufrir varios derrames cerebrales, de forma que no pudo ya viajar, y falleció en Londres el 17 de noviembre de 2013 a los 94 años.

## Obra literaria
La obra de Doris Lessing tiene mucho de autobiografía y se inspira a menudo en su experiencia africana, su infancia y sus desengaños vitales, sociales y políticos, que la hicieron feminista, comunista, pacifista y anticolonialista. Los temas plasmados en sus novelas se centran en los conflictos culturales, las flagrantes injusticias de la desigualdad racial, la contradicción entre la conciencia individual y el bien común. Abarca primordialmente medio centenar de novelas y gran número de relatos cortos, aunque cultivó también ocasionalmente otros géneros (el teatro, la lírica, el ensayo, la biografía y el libreto de ópera).
En 1962 publicó su novela más conocida, El cuaderno dorado, que la catapultó a la fama, convirtiéndola en el icono de las reivindicaciones feministas. Fuera de la crítica social de sus primeros textos (Canta la hierba, 1950, o la pentalogía Hijos de la violencia, 1952-1969), también indagó en la novela psicológica y existencial. En la pentalogía citada, Hijos de la violencia, quizá su obra más ambiciosa, narra la búsqueda de identidad del doble literario de la autora, Martha Quest, quien desde África a Inglaterra observa el desplome del sistema colonial y sus secuelas sobre las relaciones entre los negros y los blancos. Por otra parte, estas narraciones tratan del despertar de una conciencia decepcionada, de la situación de la mujer y de la condición del artista en el siglo XX con referencia a los grandes autores de la novela realista del siglo XIX, que conocía bien y cuya profundidad de estudio psicológico y densidad de observación social reproduce fielmente.
Pueden destacarse entre sus otros libros La buena terrorista (1985), El quinto hijo (1988) o los escritos con el seudónimo de Jane Somers, como Diario de una buena vecina (1983), con el que quería demostrar las dificultades para publicar que afrontan los escritores jóvenes sin nombre conocido. Entre 1979 y 1983 se dedicó a un género considerado menor, la ciencia ficción, con la serie Canopus en Argos, inspirada en el sufismo, lo que le valió la incomprensión de la crítica academicista, aunque también la simpatía de los escritores dedicados al género.
Con 76 años regresó en 1995 a Sudáfrica para visitar a su hija y a sus nietos, y dar a conocer la primera parte de su autobiografía, Bajo mi piel (1994). Ironías de la historia: fue acogida con los brazos abiertos, cuando los temas que ella había tratado en sus obras habían sido la causa de su expulsión del país cuarenta años atrás.
Autora de más de cuarenta obras, y célebre desde la aparición, en 1950, de su primer libro Canta la hierba, es considerada una escritora comprometida con las ideas liberales, pese a que ella nunca quiso dar ningún mensaje político en su obra, y fue el icono de las causas marxistas, anticolonialistas, antisegregacionistas y feministas.
En 2007 recibió el Premio Nobel de Literatura por su «capacidad para transmitir la épica de la experiencia femenina y narrar la división de la civilización con escepticismo, pasión y fuerza visionaria».

## Premios
Doris Lessing ha sido una de las escasas autoras que ha ganado todos los grandes premios literarios de Europa, y declaró en 2007 que este hecho le encantaba. Por ejemplo:
- Premio Somerset Maugham - 1954
- Finalista en el Premio Booker - 1971
- Prix Médicis de Francia - 1976
- Premio Austriaco de Literatura Europea - 1982
- Shakespeare Prize de la República Federal Alemana - 1982
- Finalista en el Premio Booker - 1985
- WH Smith Literary Award - 1986
- Premio Internazionalle Mondello de Italia - 1986
- Premio Palmero - 1987
- Grinzane Cavour Prize (Premio Grinzane Cavour) de Italia - 1988
- James Tait Black Prize de literatura inglesa - 1995
- XI Premio Internacional de Catalunya - 1999
- Premio Príncipe de Asturias de las Letras - 2001[5]
- David Cohen British Literature Prize (Premio de Literatura Británica David Cohen) - 2001
- Premio Dupont Pluma de Oro - 2002
- Premio Nobel de Literatura - 2007[6]

### Crítica a la obtención del Premio Nobel
La crítica literaria en general tomó la concesión del Premio Nobel de Literatura a Doris Lessing con sorpresa y escepticismo, debido a que no contaba en las quinielas al galardón del 2007, a pesar de ser una "eterna candidata". Autores como Ana María Moix, Germán Gullón, José María Guelbenzu o Mario Vargas Llosa alabaron sus méritos literarios tras la concesión del galardón, lo mismo que dos de sus traductores, Carlos Mayor y Dolors Gallart.
El crítico estadounidense Christopher Hitchens se refiere al Nobel de Lessing diciendo: "Uno queda estupefacto al ver que, al menos por una vez, el comité del Nobel ha hecho realmente algo honorable y meritorio..."
Sin embargo, algunas voces críticas se han alzado contra esta decisión:
- El crítico literario estadounidense Harold Bloom tildó la decisión de la Academia Sueca de "políticamente correcta". "Aunque la señora Lessing al comienzo de su carrera tuvo algunas cualidades admirables, encuentro que su trabajo en los últimos 15 años es un ladrillo... ciencia ficción de cuarta categoría."[13]
- El crítico literario alemán Marcel Reich-Ranicki desde la Feria del Libro de Fráncfort consideró el Nobel como una "decisión decepcionante". "La lengua inglesa tiene escritores más importantes y más significativos como John Updike o Philip Roth."[14]
- También Umberto Eco, en el mismo foro, a pesar de considerar que la autora merecía el premio, admitía su sorpresa por la decisión declarando: "es extraño que el premio lo vuelva a ganar un autor de lengua inglesa tan poco tiempo después de Harold Pinter."[14]

## Obra
- Canta la hierba, 1950
- Este era el país del viejo jefe, 1951
- Martha Quest, 1952
- Cinco novelas cortas, 1953
- Un casamiento convencional, 1954
- La costumbre de amar, 1957
- Al final de la tormenta, 1958
- Catorce poemas, 1959
- En busca de un inglés, 1961
- El cuaderno dorado, 1962
- Play with a tiger, 1963
- Un hombre y dos mujeres, 1963
- Cuentos africanos, 1965
- Cerco de tierra, 1965
- Gatos muy distinguidos, 1967
- La ciudad de las cuatro puertas, 1969
- Instrucciones para un viaje al infierno, 1971
- Historia de un hombre no casado, 1972
- La tentación de Jack Orkeney, 1973
- Memorias de una superviviente, 1974
- A small personal voice, 1974
- Shikasta, 1979
- Los matrimonios entre las zonas tres, cuatro y cinco, 1980
- Los experimentos sirios, 1981
- The making of the representative for Planet 8, 1982
- The Sentimental Agents in the Volyen Empire, 1983
- Diario de una buena vecina, 1983
- Si la vejez pudiera, 1984 (con el pseudónimo de Jane Somers)
- Los diarios de Jane Somers, 1984 (con el pseudónimo de Jane Somers)
- La buena terrorista, 1985
- Las cárceles elegidas, 1986
- El viento se llevará nuestras palabras, 1987
- El quinto hijo, 1988
- Historias de Londres, 1992
- Risa africana, 1992
- Dentro de mí, 1994
- De nuevo el amor, 1996
- Un paseo por la sombra, 1997
- Mara y Dann, 1999
- Problemas, mitos y otras historias, 1999
- Ben, en el mundo, 2000
- El día en que murió Stalin: la mujer, 2001
- El sueño más dulce, 2002
- Las abuelas, 2003, Ediciones B, ISBN 978-84-666-2846-4
- Historia del general Dann y de la hija de Mara, de Griot y del perro de las nieves, 2006 (Ediciones B, ISBN 84-02-42003-6)
- La grieta, 2007 (Lumen, ISBN 978-84-264-1667-4)
- Made in England, 2008 (Lumen. Barcelona 2008)
- J. M. Coetzee, Pablo Neruda, W. Faulkner, Doris Lessing y G. García Márquez, Discursos, Alpha Decay, Barcelona, 2008.
- Alfred y Emily,  2008 (Debolsillo, ISBN 9788499087177)

| Predecesor: Orhan Pamuk | Premio Nobel de Literatura 2007 | Sucesor: Jean-Marie Gustave Le Clézio |